# Амос (Квебек)
Амо́с (фр. Amos) — місто у адміністративному регіоні Абітібі-Теміскамінг провінції Квебек (Канада).
Місто розташоване на березі річки Гаррікана, у тому місці, де річку перетинає трансканадська залізниця.

## Освіта
У місті діє філіал: один з кампусів Квебекського університету у Абітібі-Теміскамінг